# ピエール＝エドゥアール・フレール
ピエール＝エドゥアール・フレール（Pierre-Édouard Frère、1819年1月10日 - 1886年5月23日）は、フランスの画家である。庶民の子供を描いた風俗画などを描き、イギリスなどでも人気のある画家になった。

## 略歴
パリの楽譜出版業者の息子に生まれた。兄にオリエンタリズムの画家のシャルル＝テオドール・フレール(1814-1888)がいる。1836年からパリ国立高等美術学校で、歴史画などの画家ポール・ドラローシュに学んだ。
1843年にパリのサロンにデビューした。街や家庭での庶民の子供たちの姿を描いた風俗画が好評となり、作品の多くは版画にされて出版され人気のある画家になった。 1847年にはパリ郊外のエクアン(Écouen)に住むようになり、広い森の中に邸(villa Gabrielle)を建てた。エクアンは後に多くの芸術家が集まる場所になった。1850年代から1860年代はしばしば、ロンドンを訪れ、フレールの作品はイギリス人に好評であった。パリの美術雑誌「L'Artiste」に版画作品が掲載されたこともあり、「フランス・エッチング画家協会(Société des aquafortistes français)」に作品を出展した。
1855年にレジオンドヌール勲章（シュバリエ）を受勲した。
1860年にはエジプトを訪れ、オリエンタリズムの作品も描いた。
1886年にパリで没した。息子のシャルル＝エドゥアール・フレール(Charles-Édouard Frère: 1837-1894)も画家になった。

## 作品

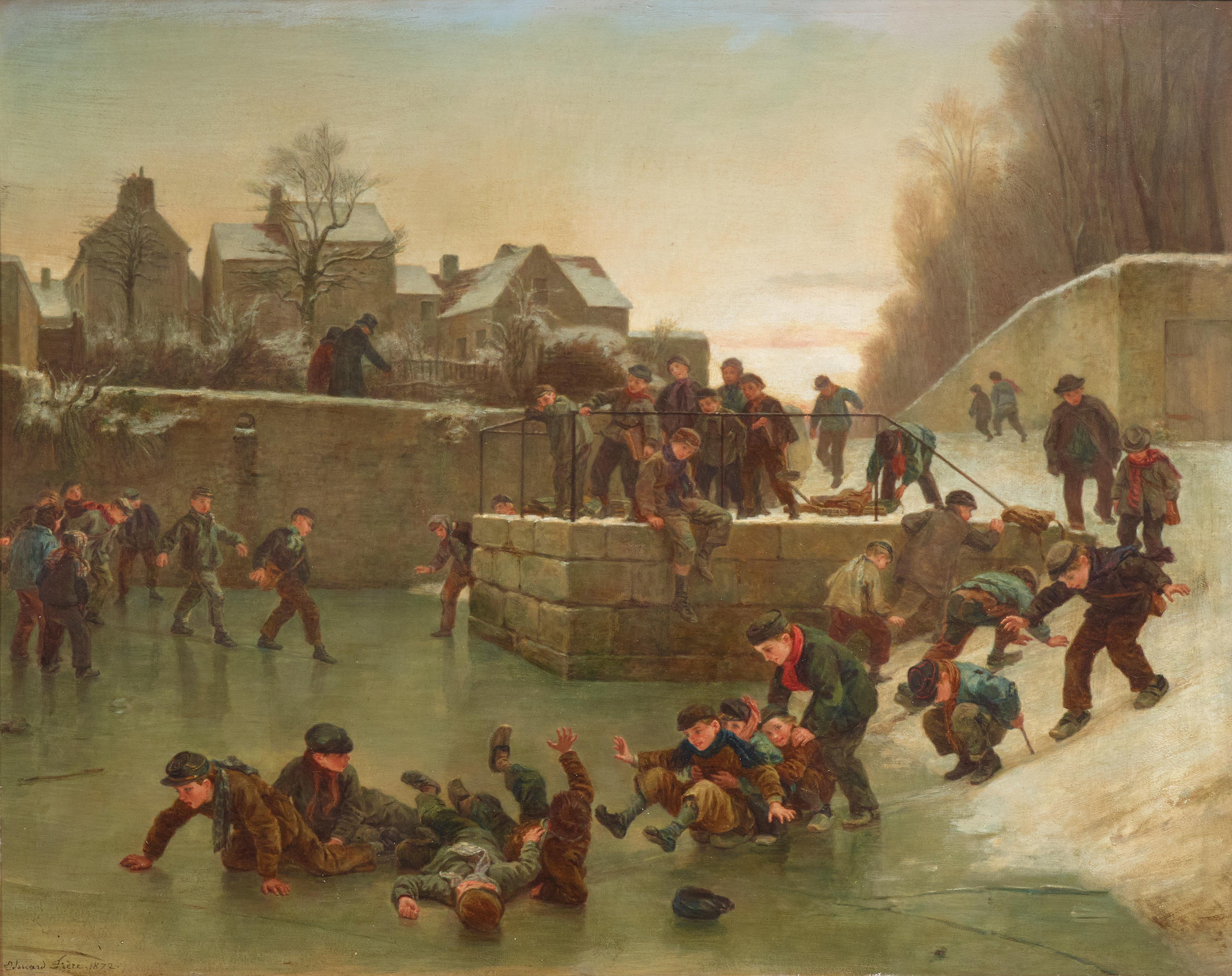
橇遊び (1872)
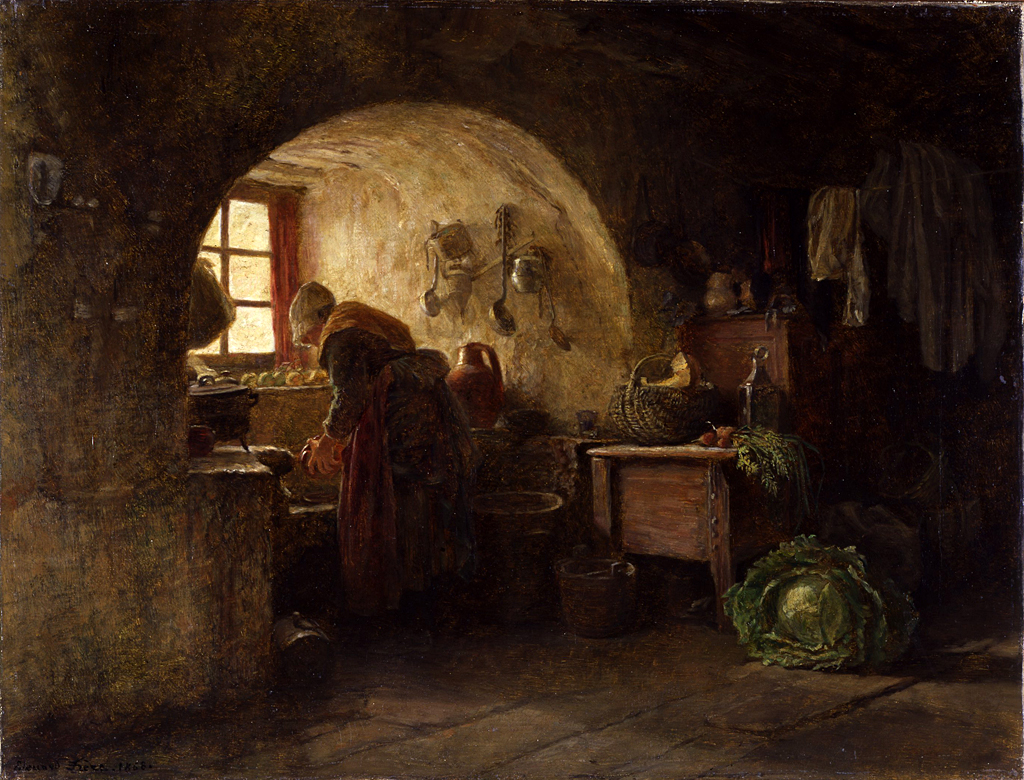
食事の準備 (1858) ウォルターズ美術館
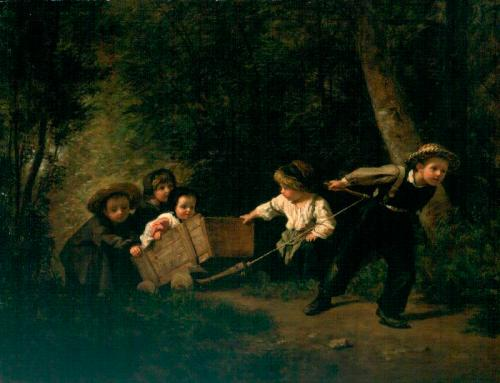
馬のまね(1861)
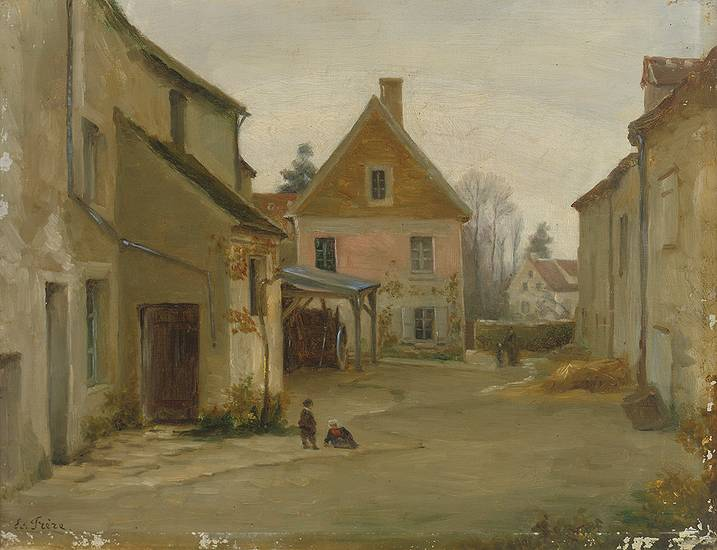
村の小径

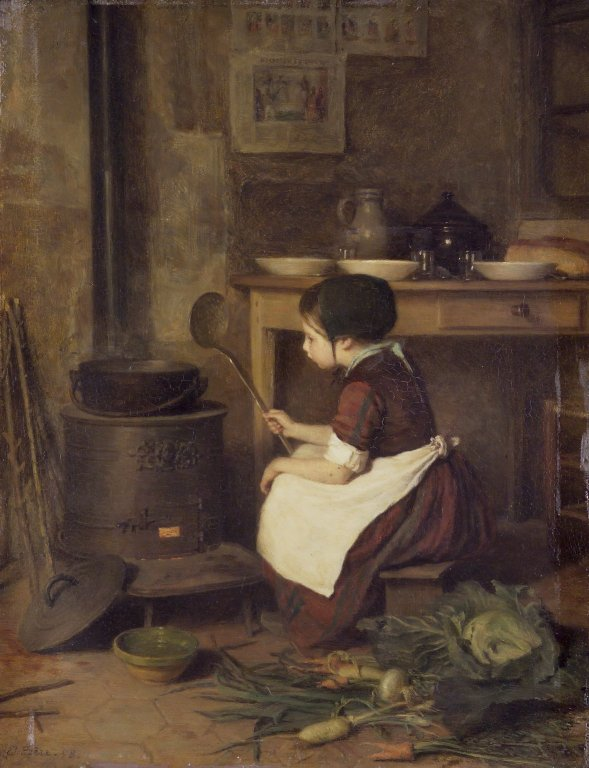
小さな料理人 (c.1858) ブルックリン美術館
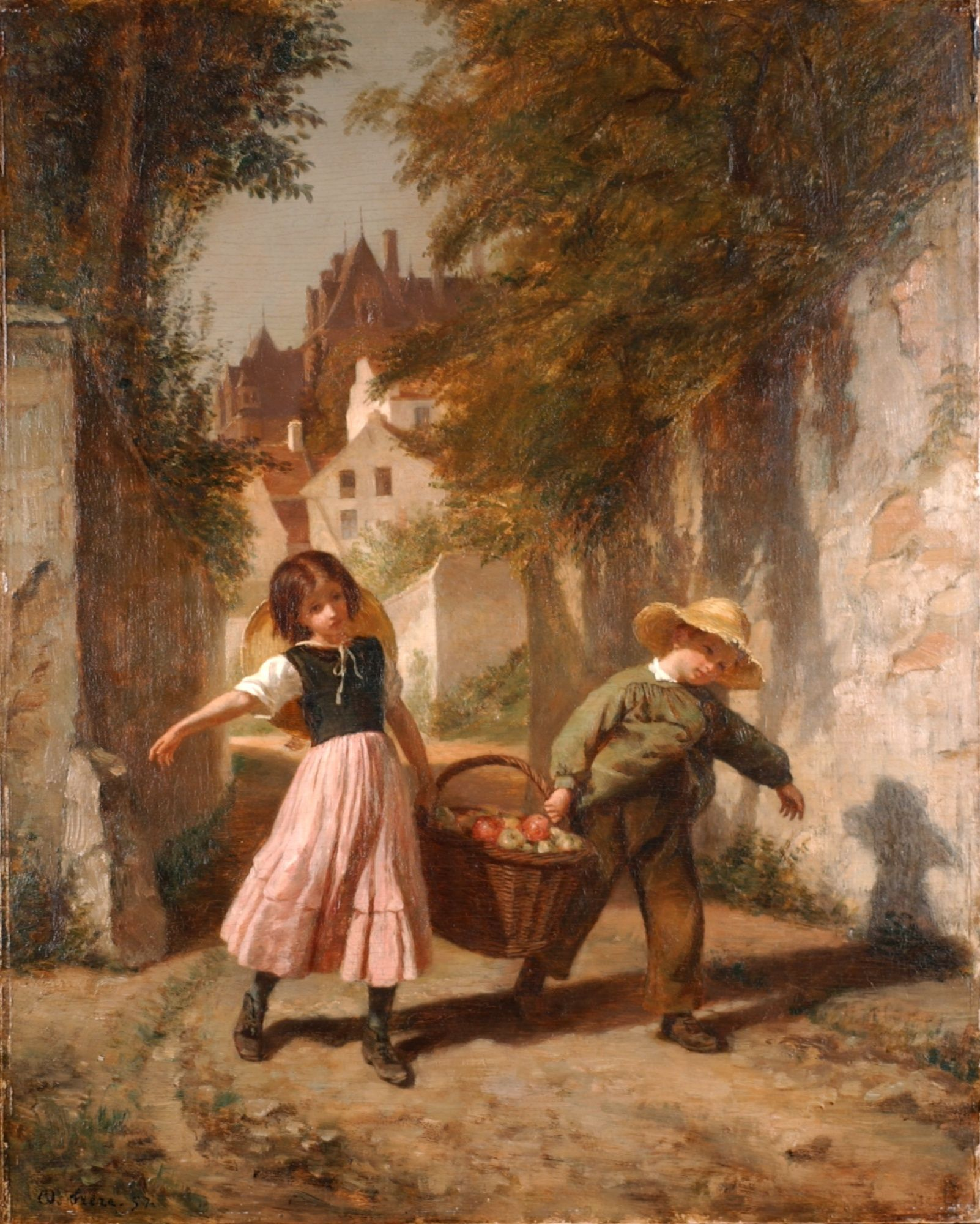
市場からの帰り (1857)
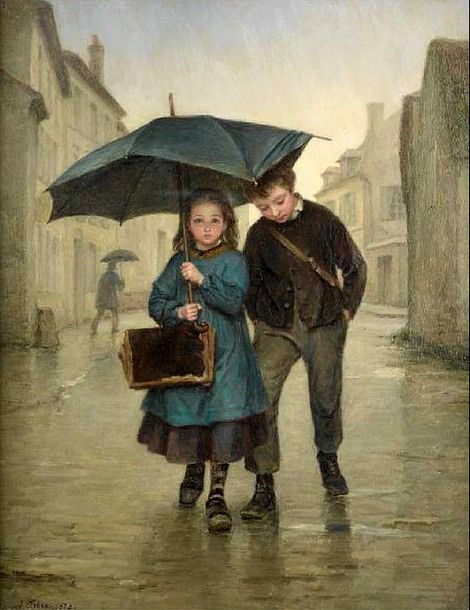
通学の途中
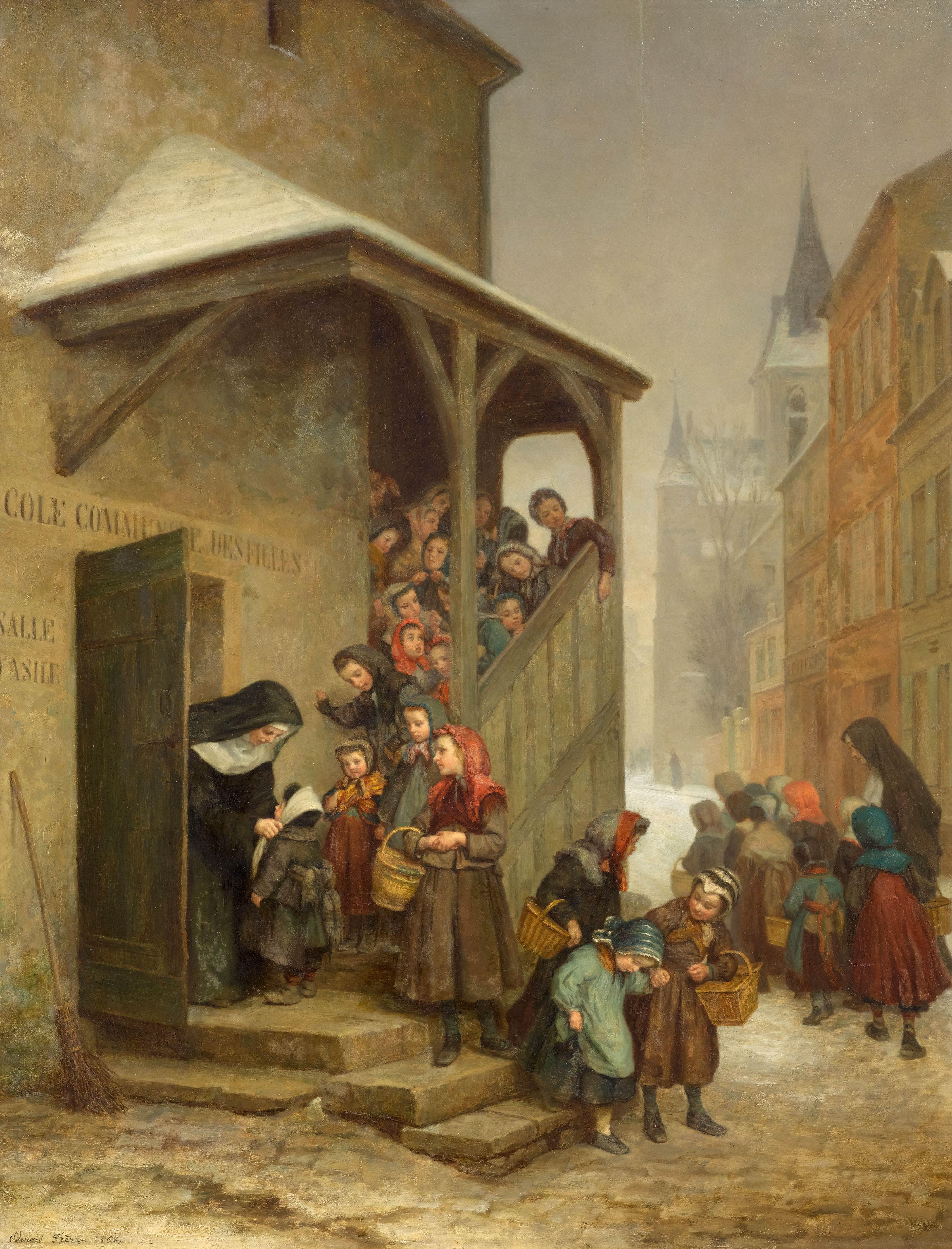
修道女に挨拶して学校から帰る子供たち